# 沙尔克斯米勒
沙尔克斯米勒是德国北莱茵-威斯特法伦州的一个市镇。总面积38.20平方公里，总人口10991人，其中男性5472人，女性5519人（2011年12月31日），人口密度288人/平方公里。